# Miletus philopator
Miletus philopator är en fjärilsart som beskrevs av Hans Fruhstorfer 1914. Miletus philopator ingår i släktet Miletus och familjen juvelvingar. Inga underarter finns listade i Catalogue of Life.